# Szuha
Szuha es un pueblo ubicado en el condado de Nógrád, Hungría.

## Superficie
Posee una superficie de 17,56 kilómetros cuadrados.

## Demografía
Hasta 2021 la población era de 610 habitantes, con una densidad de población de 34,73 habitantes por kilómetro cuadrado.